# وست ایونین (کارولینای جنوبی)
وست ایونین(به انگلیسی: West Union) شهری در ایالت کارولینای جنوبی کشور ایالات متحده آمریکا است که جمعیت آن در سرشماری سال ۲۰۱۰ میلادی، ۲۹۱ نفر بوده‌است.